# Marco Bellocchio
Marco Bellocchio (Bobbio, Emilia-Romaña, 8 de noviembre de 1939) es un director de cine y guionista italiano.

## Biografía
Desde muy pequeño mostró vocación por el cine, ya desde la escuela de los salesianos de Bobbio donde estudió (y donde estaba considerado un alumno rebelde). Frecuentó el cine local de Bobbio y en 1959 marchó a Londres para estudiar cinematografía.
Con veintiséis años dirigió en Bobbio su primera película, I pugni in tasca (1965), donde ya se evidencian las señas de identidad de su cine: su compromiso con el pensamiento de izquierdas y su mirada crítica hacia la sociedad. La película fue rodada con gran economía de medios, sufragada por la propia familia de Bellocchio (especialmente por su hermano Tonino) y rodada en la propia casa de la madre del director. El mismo inconformismo y beligerancia política se advierte en sus siguientes obras, la película de ficción La Cina è vicina (1967) y el documental Il popolo calabrese ha rialzato la testa (Paola) (1969), este último producido por la Unione Comunisti Italiani. Con La Cina è vicina Bellocchio ganó el Gran Premio del Jurado del Festival Internacional de Cine de Venecia y el Nastro d'Argento del Sindacato Nazionale Giornalisti Cinematografici Italiani al mejor guion. En ese mismo año, participó dirigiendo el episodio «Discutiamo, discutiamo» de la película colectiva Amore e rabbia (el resto de episodios estuvo a cargo de Pier Paolo Pasolini, Bernardo Bertolucci, Carlo Lizzani y Jean-Luc Godard).
Bellocchio es un ateo.
Evocó su infancia y su tiempo de estudio con los salesianos en la película Nel nome del padre (1972), en la que actuó Laura Betti. En su siguiente película, Sbatti il mostro in prima pagina, actuó Gian Maria Volonté.
En 1974 intervino como actor en la película Pianeta Venere de Elda Tattoli. En 1975 estrenó la película Nessuno o tutti - Matti da slegare, en la que Bellocchio muestra crudamente las condiciones de vida en los manicomios. En 1977 rodó una versión de La gaviota de Antón Chéjov.
En 1978 conoció al psiquiatra Massimo Fagioli, con quien inició una larga y compleja colaboración: Fagioli participó activamente en la realización de cuatro películas de Bellocchio: Il diavolo in corpo, La visione del Sabba, La condanna e Il sogno della farfalla.
Tras rodar Armonica a bocca (1979) y Vacanze in Val Trebbia (1980), dirigió a Ángela Molina en Gli occhi, la bocca (1982) y a Marcello Mastroianni en Enrico IV (1984), basada en la obra teatral homónima de Luigi Pirandello. Su siguiente película, Il diavolo in corpo (1986) se basó en el libro de Raymond Radiguet. En 1987 rodó La visione del Sabba.
Sus películas más notables de los años 90 son La condanna (1990) y La balia (1999), protagonizada por Maya Sansa y basada libremente en la novela de Luigi Pirandello.
En 2002 dirigió a Sergio Castellitto en la película L'ora di religione (que en español se tituló La sonrisa de mi madre), con la que ganó el premio Nastro d'Argento al mejor director. Se narra la historia de la canonización de una madre mártir, muerta por suplicar a uno de sus hijos que cesara de blasfemar. La película está narrada desde la perspectiva de otro de sus hijos, que se ha apartado por completo de la fe.
En la película Buongiorno, notte (Buenos días, noche, 2003) reconstruyó el secuestro y asesinato de Aldo Moro por las Brigadas Rojas. La película estuvo protagonizada por Roberto Herlitzka, Maya Sansa y Luigi Lo Cascio, entre otros. Buongiorno, notte ganó el Premio Especial del Jurado del Festival de Venecia de 2003.
En 2005 estrenó Il regista di matrimoni, protagonizada por Sergio Castellitto. Esta película participó en la sección «Un certain regard» del Festival de Cannes de 2006.
Su película Vincere se rodó en 2008. En ella narra la vida de Ida Dalser, amante de Benito Mussolini y madre de su hijo Benito Albino.
En 2010 dirigió para la RAI la transmisión en directo de la ópera Rigoletto de Giuseppe Verdi. Se realizó los días 4 y 5 de septiembre, con Plácido Domingo como Rigoletto, Julia Novikova (Gilda), Vittorio Grigolo (duque de Mantua), Ruggero Raimondi (Sparafucile), Zubin Mehta como director de la orquesta y Vittorio Storaro como director de fotografía. La representación tuvo lugar en los escenarios reales de la ciudad de Mantua en los que se ambienta la ópera. 148 países recibieron la señal en directo.
A continuación, hizo público su deseo de rodar una película inspirada en la historia de Eluana Englaro y su padre. A pesar de numerosas dificultades de producción y los conflictos con la Film Commission de Friuli-Venezia, el rodaje comenzó en enero de 2012, en una villa histórica en Cividale. La película fue estrenada en Festival de Venecia, con el título de Bella addormentata. La película trata el tema de la eutanasia y la dificultad de contar con una ley sobre el final de la vida en un país, Italia, que hace frontera con la Ciudad del Vaticano, centro mundial de la Iglesia católica. Tras la decisión del jurado de Venecia, que excluía la película da León de Oro (asignado al director  Kim Ki-duk), Bellocchio formuló fuertes críticas a lo dicho por el presidente del mismo, Michael Mann, y al trabajo de todo el jurado, al que acusó de no entender las películas italianas.

## Compromiso político
Fue uno de los 756 firmantes del manifiesto publicado en 1971 en el semanario L'Espresso contra el comisario Luigi Calabresi, al que se le acusaba de torturador y de ser responsable de la muerte del anarquista Giuseppe Pinelli, quien falleció al caer desde una ventana de la comisaría de Milán cuando era interrogado por la policía.
Este ex marxista, será partidario del Partido Radical de Italia, partido libertario y social liberal. En 2006 fue candidato por el partido 'Rosa nel Pugno' a diputado en las elecciones nacionales, abandonando por primera vez su apoyo al partido comunista para dárselo a la coalición socialista.

## Otras actividades

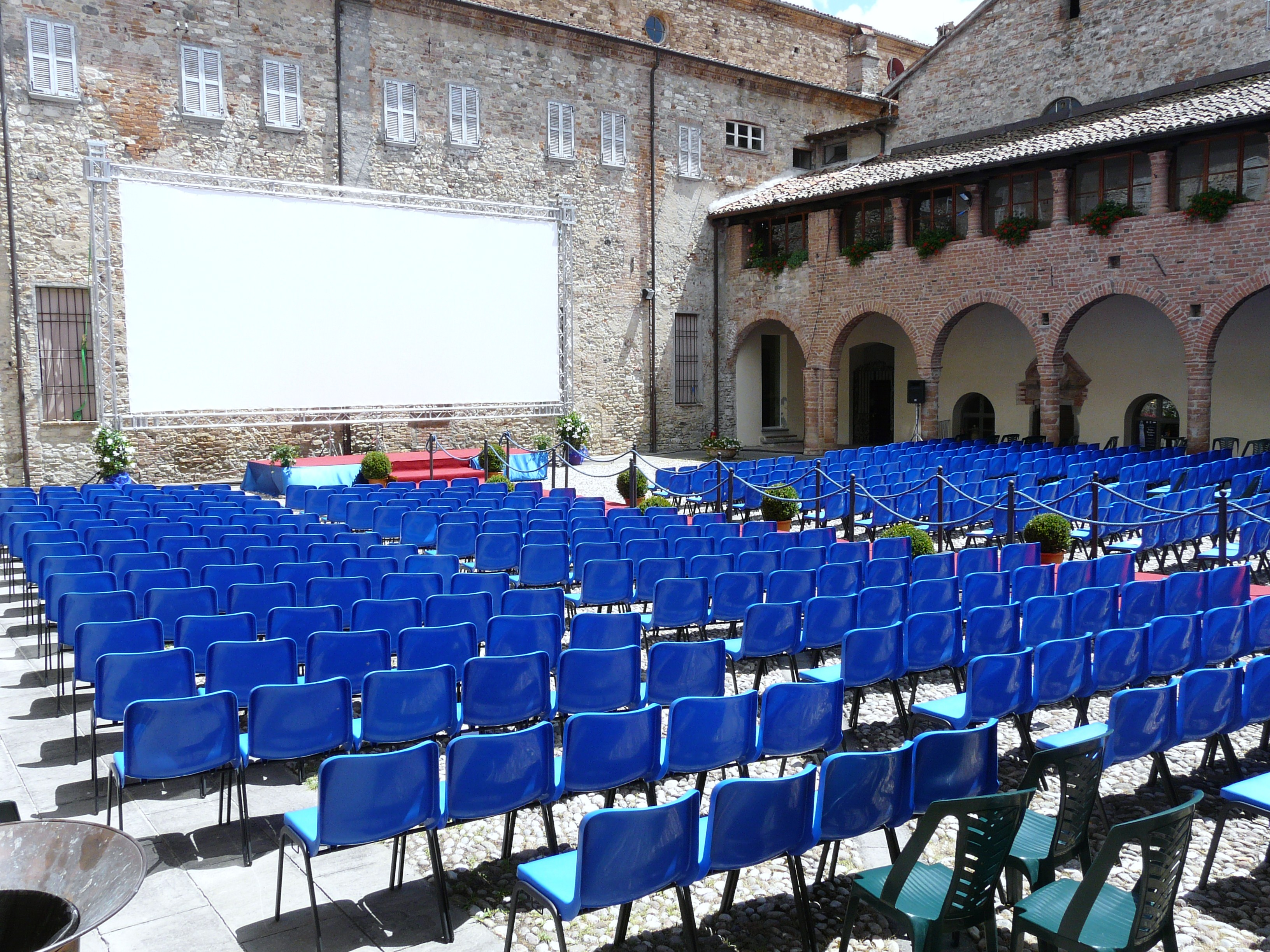
Preparación para la competición del Bobbio Film Festival

Dirige en Bobbio el Laboratorio Farecinema y el Festival cinematográfico Bobbio Film Festival, que se celebra durante el verano en el patio de Abadía de San Columbano.
Laboratorio "Farecinema - conocer a los autores" es una idea original del maestro Marco Bellocchio que querían crear en su ciudad natal, Bobbio, un laboratorio para la enseñanza del arte de la realización cinematográfica.
Ya la primera edición se celebró paralelamente a la de laboratorio, un festival de cine de la noche abierta al público con un cine-club al final de proyecciones donde la gente participó en representación de la película proyectada.
En 2005 se convierte en el Festival de exposición, tomando el nombre de "Bobbio Film Festival", y Marco Bellocchio que se establece el premio "El Ponte Gobbo de Oro", en referencia a los símbolos de Bobbio, la medieval Ponte Gobbo, que premiará la película juzgados los mejores de entre los propuestos.
Para revisar las películas que el trabajo mientras se movía en el claustro de San Columbano, donde tradicionalmente se toma el caso.
En paralelo, el laboratorio continúa Farecinema que se convertirá en una escuela de cine y de actuar, y la ciudad de Bobbio y sus convertido también en una maleta de cine con la posibilidad de participación de los extras también se toma de la calle.

## Filmografía
La versión española de los títulos procede de la página de Filmaffinity.

### Cortometrajes
- 1961: Abbasso il zio
- 1961: La colpa e la pena
- 1962: Ginepro fatto uomo (mediometraje)
- 2000: L'affresco

### Largometrajes

#### Películas para la televisión
- 1977: Il gabbiano
- 1979: La macchina cinema (documental televisivo codirigido con Silvano Agosti, Sandro Petraglia e Stefano Rulli)
- 2002: …addio del passato… (documental para la televisión sobre la música de Giuseppe Verdi)
- 2010: Rigoletto a Mantova (transmisión en directo de la ópera Rigoletto de Verdi).

#### Películas para el cine
- 1965: I pugni in tasca [Las manos en los bolsillos].
- 1967: La Cina è vicina.
- 1969: «Discutiamo, discutiamo», episodio de la película Amore e rabbia
- 1969: Il popolo calabrese ha rialzato la testa (Paola), documental producido por la Unione Comunisti Italiani (marxisti-leninisti)
- 1969: Viva il 1° maggio rosso proletario, documental producido por la Unione Comunisti Italiani
- 1971: Nel nome del padre [En el nombre del padre]
- 1972: Sbatti il mostro in prima pagina
- 1974: Nessuno o tutti. Matti da slegare (documental codirigido con Silvano Agosti, Sandro Petraglia y Stefano Rulli)
- 1976: Marcia trionfale
- 1978: Salto nel vuoto
- 1979: Vacanze in Val Trebbia
- 1982: Gli occhi, la bocca [Los ojos, la boca]
- 1984: Enrico IV [Enrique IV]
- 1986: Il diavolo in corpo [El diablo en el cuerpo]
- 1988: La visione del Sabba
- 1990: La condanna [La condena].
- 1994: Il sogno della farfalla
- 1995: Sogni infranti (documental)
- 1996: Il principe di Homburg [El príncipe de Homburg]
- 1998: La balia
- 1998: La religione della storia
- 2002: L'ora di religione [La sonrisa de mi madre]
- 2003: Buongiorno, notte [Buenos días, noche]
- 2006: Il regista di matrimoni
- 2006: Sorelle
- 2009: Vincere
- 2010: Sorelle Mai [Hermanas Mai]
- 2012: Bella Addormentata
- 2016: Fai bei sogni [Felices sueños]
- 2019: Il traditore [El traidor]
- 2022: Esterno notte
- 2023: Rapito

## Premios y distinciones
Festival Internacional de Cine de Cannes
| Año  | Categoría                                      | Película                                     | Resultado |
| ---- | ---------------------------------------------- | -------------------------------------------- | --------- |
| 2002 | Premio del jurado ecuménico - Mención especial | L'ora di religione (Il sorriso di mia madre) | Ganador   |

Festival Internacional de Cine de Venecia
| Año  | Categoría                             | Película                   | Resultado |
| ---- | ------------------------------------- | -------------------------- | --------- |
| 1965 | Premio Ciudad de Imola                | Las manos en los bolsillos | Ganador   |
| 1967 | Premio especial del jurado            | China está cerca           | Ganador   |
| 1967 | Premio FIPRESCI                       | China está cerca           | Ganador   |
| 2003 | Premio Agiscuola - Leoncino d'Oro     | Buenos días, noche         | Ganador   |
| 2003 | Premio CinemAvvenire - Mejor película | Buenos días, noche         | Ganador   |
| 2006 | Premio Pietro Bianchi                 | -                          | Ganador   |
| 2011 | León dorado a toda una trayectoria    | -                          | Ganador   |
| 2012 | Premio Brian                          | Bella Addormentata         | Ganador   |
| 2015 | Premio FIPRESCI                       | Sangue del mio sangue      | Ganador   |
| 2019 | Premio SIAE                           | Il Traditore               | Ganador   |